# Elusa semipecten
Elusa semipecten là một loài bướm đêm trong họ Noctuidae.

## Hình ảnh

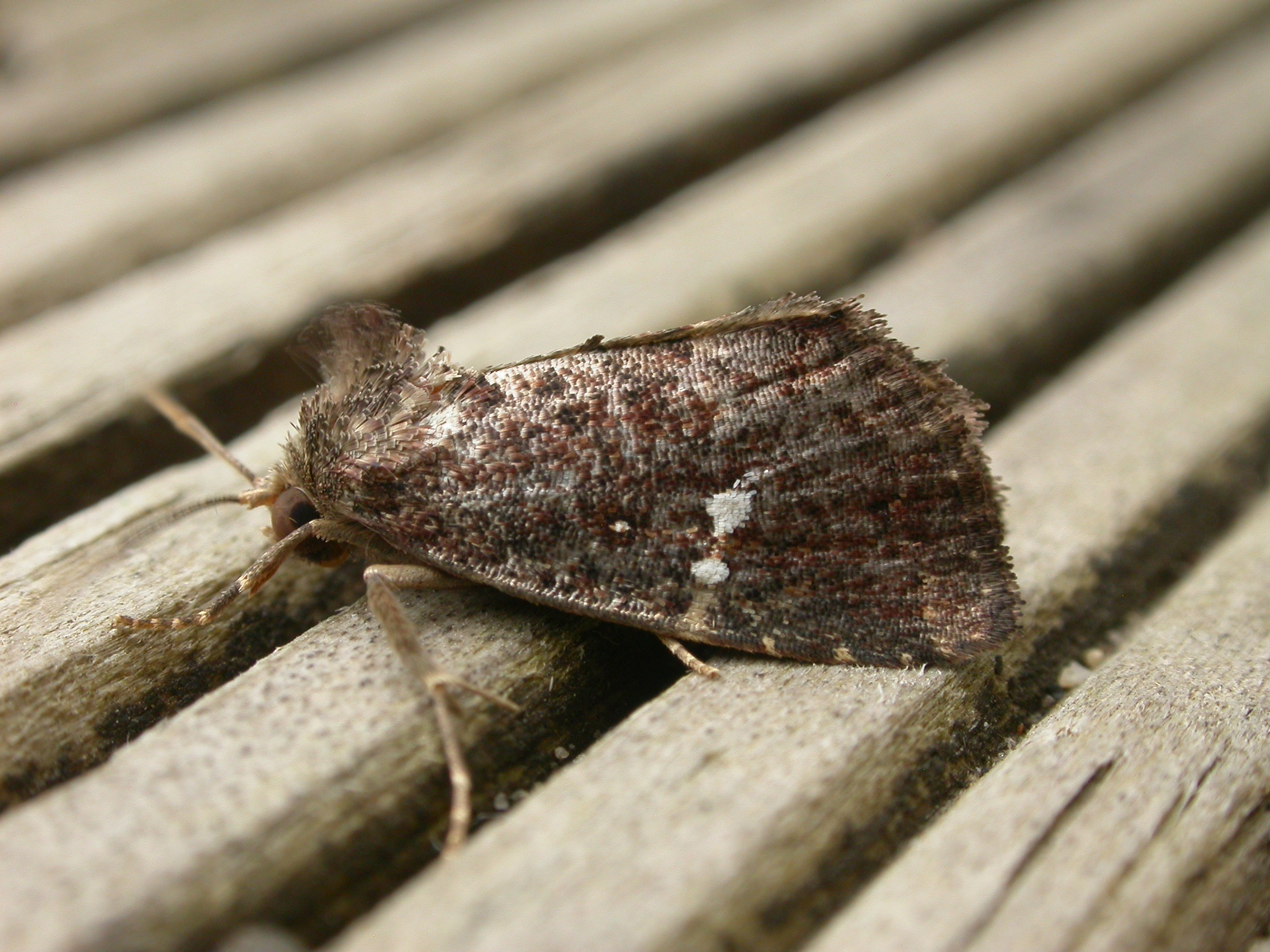